# Janine Carreau
Pour les articles homonymes, voir Carreau.
Janine Carreau est une artiste canadienne née en 1948 à Granby.

## Biographie
Janine Carreau est née en 1948 à Granby, mais elle n’y a jamais vécu. Enfant, elle voit sa grand-mère créer des courte-pointes qui partent entre autres vers New York et Terre-Neuve. Sa mère fait du scrap-booking et ses parents lui permettent d’explorer plusieurs avenues. Sa tante, qui réside à New York l’amène dans les Musées et lui parle de ses voyages en Europe. Elle rêve d’y aller et réussit à 19 ans. Après son Bac, elle fait un séjour fructueux comme Post B.A. au Communication Arts Department du Loyola College. Elle y étudie la photographie avec John Max et le cinéma avec Charles Gagnon. Pigiste, elle travaille en cinéma et photographie dans les grandes boîtes. (Potterton Productions, ONF, Radio-Québec, Radio-Canada) Deux autres voyages en Europe lui permettent d’approfondir un peu ses connaissances. Un mois passé à Londres est presqu’entièrement consacré à des spectacles et à quelques musées surtout le British Museum, la National Gallery.  À son retour d'Angleterre, elle se remet à peindre. Puis elle commence à fréquenter Pierre Gauvreau avec qui elle a déjà travaillé. En janvier 1976 ils décident de partager leur vie, entre Montréal et l'Estrie. Ils se rendent vite compte qu'ils ont les mêmes aspirations: une vie axée sur la création, un grand jardin de vivaces, des relations signifiantes, un amour fou qui appelle le dépassement de chacun et qui les laisse libre d'être. Pierre Gauvreau, peintre, signataire de Refus global, avait délaissé ses pinceaux, depuis plusieurs années trop pris par son travail en télévision. Janine et lui aménagent des ateliers dans lesquels ils pourront tous les deux peindre. Déjà avant de rencontrer Pierre, Janine avait abordé la peinture non figurative. En 1980, elle commence à peindre un Journal quotidien, annuel, non figuratif, au pastel sur cartons individuels, qu'elle poursuivra pendant trois ans. Par la suite elle produira d'autres Journaux quotidiens, annuels en d'autres techniques : en 1984 techniques mixtes ; en 1992 photographie ; en 2002, 2003, 2004 peinture acrylique ; et à partir de 2012 les suivants seront toujours peinture et collage : 2014(deux séries), 2018 (deux séries) 2019 et 2020 (en cours). Elle produit aussi des séries thématiques sur des sujets qui l'inspirent : la mort de John Lennon ; l'œuvre de Claude Gauvreau ; des musiciens dont Leonard Cohen et Loco Locass ; l'œuvre de John Irving et Victor Lévy-Beaulieu... un passage dans la maison de Roch Plante ;  et un  séjour à l'Ile-aux-grues avec Jean-Paul Riopelle et Pierre Gauvreau qui lui, lui aura inspiré, bien évidemment plusieurs œuvres. À partir de 1982, elle transpose la technique des cartons autonomes du Journal dans le jeu du Cadavres exquis qu'elle pratiquera avec plusieurs personnes. L'historien torontois, Ray Ellenwood, lui accorde l'initiative de l'École de Montréal du Cadavre exquis. À partir de 1994, Pierre Gauvreau accepte de participer ce qui donnera du poids à l'École de Montréal. Ensemble ils créeront environ 150 œuvres et chacun en créera avec d'autres personnes. Véritable trésor artistique et joyau pour les yeux, leurs Cadavres exquis regorgent de soleil et de bien-être grâce à la vitalité des couleurs. Il existe une alchimie évidente qui naît de leur collaboration. De Janine Carreau et de son œuvre picturale, nous retenons sa grande liberté de création qui l’a conduite à manier énormément de techniques différentes mais aussi sa grande liberté artistique qui comme Pierre Gauvreau l’a mené vers différents univers tels que la peinture, le collage, la photographie, l’audiovisuel. Ensemble ils ont constitué une collection d'art populaire et d'art contemporain. Après le décès de Pierre Gauvreau, alors qu'elle est commissaire pour une grande exposition sur tous les aspects de son œuvre et sa vie, intitulée « J'espérais vous voir ici », au Musée de la civilisation à Québec, elle propose un don au Musée, dont la sélection sera faite en collaboration avec le directeur, Michel Côté. La donation comprend, finalement, 50 œuvres d'art populaire et 54 œuvres d'art contemporain, dont 24 œuvres de Pierre Gauvreau et/ou Janine Carreau. Elle a à son actif un grand nombre de commissariats d'expositions. Une dont elle est particulièrement fière : Célébrer la vie en 1996, présentait 160 œuvres, en grande partie composée de Cadavres exquis exécutés par 19 artistes, souvent présentés les uns aux autres par Janine: de Serge Lemoyne à la comédienne Nicole LeBlanc, de Luc Gérard et Michel Pimparé à la comédienne Marie-Lou Dion et la peintre Angela Coles, de Michel Belleau à Hélène Goulet etc. Pierre Gauvreau, dont l'exposition célèbre le retour à la vie après cinq pontages coronariens, prend goût à ce jeu qu'il poursuivra, avec bonheur, jusqu'en 2010, quelques mois avant sa mort. Elle ne s'est jamais réclamée d'aucune carrière internationale, elle a passé sa vie au Québec.

## Expositions
- Échos d'un nouveau monde, Janine Carreau et Pierre Gauvreau, Galerie Michel-Ange, 14 octobre au 1er novembre 2009